# Julie Kavanagh
Julie Kavanagh (Johannesburg, 10 luglio 1952) è una scrittrice e giornalista sudafricana naturalizzata britannica.

## Biografia
Dopo l'infanzia trascorsa a Città del Capo, Kavanagh si trasferì a Londra per studiare danza alla Royal Ballet School, ma dovette rinunciare alla carriera di ballerina a causa di un infortunio. Cominciò quindi a lavorare presso British Vogue e come editrice della rivista di moda Women's Wear Daily. Nel 1977 si immatricolò all'Università di Oxford, dove conseguì la laurea in letteratura inglese a pieni voti. Nei dieci anni successivi lavorò come capo dipartimento di Harper's Bazaar e come critica di danza per lo Spectator. Sotto la dirigenza di Tina Brown è stata anche editrice e scrittrice per il Vanity Fair londinese e ha scritto anche articoli di critica per The Economist.
Nel 1997 Pantheon Books pubblicò il suo primo libro, una biografia di Frederick Ashton (Secret Muses. The Life of Frederick Ashton), a cui seguì un'acclamata biografia di Rudol'f Nureev nel 2008. Quest'ultima fu adattata da David Hare nelle sceneggiatura del film di Ralph Fiennes Nureyev - The White Crow (The White Crow) (2019). Nel 2015 la sua terza biografia, quella della cortigiana Marie Duplessis (The Girl Who Loved Camelias. The Life and Legend of Marie Duplessis, 2013), le valse il Premio letterario Giovanni Comisso per la migliore biografia.

### Vita privata
Dopo una relazione di tre anni con il romanziere Martin Amis, Kavanagh ha sposato l'ex ballerino del Royal Ballet Ross MacGibbon e la coppia ha avuto due figli.